# Вероніка Майор
Вероніка Майор (угор. Veronika Major; 19 березня 1997, Кестхей, Угорщина) — угорська стрільчиня, бронзова призерка Олімпійських ігор 2024 року.

## Виступи на Олімпіадах
| Олімпіада  | Дисципліна                       | Місце |
| ---------- | -------------------------------- | ----- |
| Токіо 2020 | пневматичний пістолет, 10 метрів | 34    |
| Токіо 2020 | пістолет, 25 метрів              | 35    |
| Париж 2024 | пневматичний пістолет, 10 метрів | 8     |
| Париж 2024 | пістолет, 25 метрів              | 3     |

## Зовнішні посилання
- Вероніка Майор на сайті ISSF (англійська)
- Вероніка Майор на сайті Olympics.com (англійська)
- Вероніка Майор на сайті Olympedia (англійська)